# 白汉理
白汉理（柏亨利，Henry Blodget，1825年—1903年）美国公理会传教士，华北公理会的开创性人物。
1825年，白汉理出生于美国。1854年，29岁的白汉理受美国公理会差遣，携妻前往中国布道兴学，驻上海。
1860年，天津开埠的当年，白汉理即乘美军运粮船由沪北上，登陆天津，成为第一个进入天津的基督教传教士，公理会也成为第一个进入直隶省的更正教差会。1861年，白汉理在东门内仓门口租房，建立直隶省的第一座教堂，奠定天津公理会的基础。1862年，白汉理在仓门口教堂开办男书房，即日后究真中学的起源。1863年，新来的山嘉利师母又在仓门口教堂开办女书房，即日后仰山女中的起源。
1863年，公理会差会将白汉理由天津调往北京。1864年，他在东城的灯市口开办男蒙馆（今灯市口大街14号灯市口小学），即日后育英中学的起源。裨爱利莎也在附近的大鹁鸪胡同开设了著名的贝满女塾。此后，公理会在北京日渐发展，1873年，白汉理在灯市口油房胡同（灯市口北巷）建造教堂，可容纳200人。为公理会的华北总部。在东四五条西口外建立了另一座教堂，并在郊县建立了十几个支堂。
白汉理参与了中文圣经的翻译。1864年，白汉理与丁韪良、包尔腾、艾约瑟、施约瑟五位传教士成立北京翻译委员会，着手将圣经翻译成北京官话，至1872年完成出版新约部分，旧约部分则由施约瑟独自翻译并于1874年出版。1889年，白汉理与包尔腾翻译的新约浅文理译本由美国圣经公会出版。
1894年，白汉理在中国服务40年之后，退休回国。1903年，白汉理在美国去世，享年78岁。
白汉理回国以后，1900年6月，他在北京灯市口和天津仓门口所创立的公理会宣教机构几乎完全被义和团焚毁。事变平息以后，两地教会设施得到重建。1904年10月8日，灯市口公理会新教堂举行献堂典礼，成为公理会的华北总部，两侧分别开设育英中学、贝满女中，公理会教会建筑群几乎占据整条灯市口大街。这里长期为北京最大的基督教堂，直到1966年文革中被摧毁。1910年，天津仓门口教堂出售给脱离外国差会成立的自立会。